# 安定屬國
安定属国，汉朝凉州的行政区划。
西汉元狩二年（前121年），汉武帝在陇西郡、北地郡、上郡、朔方郡、云中郡五郡，设立五属国都尉，安置降附的匈奴族。元鼎三年（前114年），汉武帝将北地郡西部析出另置安定郡，又在北地属国都尉驻地置三水县隶安定郡，从此改称安定属国都尉（今宁夏同心县下马关镇北境之红城水古城），延续至东汉。东汉末年沦入羌胡之地。